# 国鉄サハ25形電車
サハ25形は、かつて日本国有鉄道およびその前身である鉄道省に在籍した、直流用電車（三等付随車）である。

## 概要
本形式は、1928年（昭和3年）10月1日に施行された、車両称号規程改正によって制定されたもので、車体幅2,700mm（中幅）の木製三等付随車に対し付与されたものである。これに該当する電車は、旧サハ6190形23両、サハ23600形29両、サハ33700形32両、サハ33750形70両の計154両であるが、称号規程改正後に二等付随車サロ17形10両が編入されており、164両がサハ25形となっている。
車体長が16,000mmである旧サハ33700形と旧サハ33750形については、大半が1934年以降実施された鋼体化改造により、クハ65形またはサハ75形に編入されている。ほぼ同時期に製作された旧サハ23600形や旧サハ6190形については、車体長が短いうえ、旧サハ6190形は構造が古いことから、鋼体化の対象とはならず、木製車体のまま太平洋戦争後まで使用され、戦後は多数が西武鉄道に譲渡された。
また、サハ25029は鉄道省最古のボギー電車の後身として、鉄道ファンの間では戦前から著名な存在であった。

## 番号区分
- 25001 - 25010 : 旧サハ23600形 ← クハ23600形
- 25011 - 25013 : 旧サハ23600形 ← デハ33400形
- 25014 - 25028 : 旧サハ23600形 ← デハ23400形
- 25029 : 旧サハ23600形 ← デハニ6470形 ← デハ6250形 ← ナデ6100形
- 25030 - 25061 : 旧サハ33700形
- 25062 - 25131 : 旧サハ33750形
- 25132 - 25154 : 旧サハ6190形
- 25155 - 25163 : 旧サロ17形 ← サロ33200形
- 25069[II] : 旧サロ17形 ← サロ33250形